# Cypriotisch voetbalkampioenschap 1984/85
In 1984/85 werd het 47e Cypriotische voetbalkampioenschap gespeeld. AC Omonia won de competitie voor 14e keer.

## Stadions
| Club         | Stadion                     |
| ------------ | --------------------------- |
| AEL          | Tsirion Stadium             |
| Alki         | GSZ-stadion                 |
| Anorthosis   | GSZ-stadion                 |
| APOEL        | Makariostadion              |
| Apollon      | Tsirion Stadium             |
| Aris         | Tsirion Stadium             |
| Enosis       | Paralimni Stadium           |
| EPA          | GSZ-stadion                 |
| Evagoras     | GSK Stadium                 |
| Nea Salamina | GSZ-stadion                 |
| Olympiakos   | GSZ-stadion                 |
| Omonia Ar.   | Aradippou Municipal Stadium |
| Omonia       | Makariostadion              |
| Pezoporikos  | GSZ-stadion                 |

## Stand
| Pos | Team                  | Wed | W  | G  | V  | Ptn | DV | DT | +/− | Kwalificatie of degradatie                            |
| --- | --------------------- | --- | -- | -- | -- | --- | -- | -- | --- | ----------------------------------------------------- |
| 1   | Omonia (C)            | 26  | 17 | 9  | 0  | 43  | 70 | 22 | +48 | Gekwalificeerd voor Eerste ronde Europacup I 1985/86  |
| 2   | APOEL                 | 26  | 13 | 8  | 5  | 34  | 43 | 26 | +17 | Gekwalificeerd voor Eerste ronde UEFA Cup 1985/86     |
| 3   | Anorthosis Famagusta  | 26  | 12 | 9  | 5  | 33  | 38 | 22 | +16 |                                                       |
| 4   | Apollon Limassol      | 26  | 9  | 10 | 7  | 28  | 35 | 30 | +5  |                                                       |
| 5   | AEL Limassol          | 26  | 8  | 12 | 6  | 28  | 33 | 29 | +4  | Gekwalificeerd voor Eerste ronde Europacup II 1985/86 |
| 6   | Pezoporikos Larnaca   | 26  | 8  | 9  | 9  | 25  | 32 | 27 | +5  |                                                       |
| 7   | EPA Larnaca           | 26  | 7  | 11 | 8  | 25  | 25 | 29 | −4  |                                                       |
| 8   | Alki Larnaca          | 26  | 8  | 9  | 9  | 25  | 23 | 27 | −4  |                                                       |
| 9   | Enosis Neon Paralimni | 26  | 7  | 10 | 9  | 24  | 44 | 40 | +4  |                                                       |
| 10  | Nea Salamis           | 26  | 6  | 12 | 8  | 24  | 25 | 29 | −4  |                                                       |
| 11  | Olympiakos Nicosia    | 26  | 8  | 8  | 10 | 24  | 35 | 40 | −5  |                                                       |
| 12  | Aris Limassol         | 26  | 6  | 12 | 8  | 24  | 25 | 38 | −13 |                                                       |
| 13  | Omonia Aradippou (R)  | 26  | 7  | 6  | 13 | 20  | 22 | 38 | −16 | Degradatie naar B' Kategoria 1985/86                  |
| 14  | Evagoras Paphos (R)   | 26  | 1  | 5  | 20 | 7   | 14 | 67 | −53 | Degradatie naar B' Kategoria 1985/86                  |

## Resultaten
| Thuis \ Uit | AEL | ALK | ANR | APN | APL | ARS | ENP | EPA | EVA | NSL | OLY | OMA | OMN | POL |
| ----------- | --- | --- | --- | --- | --- | --- | --- | --- | --- | --- | --- | --- | --- | --- |
| AEL         |     | 1–1 | 1–2 | 1–4 | 2–2 | 1–0 | 2–0 | 1–0 | 5–0 | 0–0 | 2–0 | 2–0 | 0–1 | 0–0 |
| Alki        | 1–1 |     | 1–0 | 0–1 | 1–0 | 1–1 | 1–1 | 1–0 | 2–1 | 0–1 | 1–1 | 2–1 | 0–1 | 2–1 |
| Anorthosis  | 3–1 | 0–0 |     | 1–1 | 1–2 | 0–0 | 1–0 | 1–1 | 3–1 | 0–0 | 2–0 | 4–0 | 1–1 | 0–0 |
| APOEL       | 3–0 | 1–0 | 1–3 |     | 2–1 | 5–0 | 0–0 | 2–1 | 4–2 | 1–3 | 1–1 | 1–0 | 3–5 | 2–2 |
| Apollon     | 3–3 | 2–0 | 0–2 | 0–0 |     | 2–2 | 2–1 | 0–0 | 0–0 | 2–0 | 4–0 | 4–0 | 0–2 | 0–3 |
| Aris        | 1–1 | 0–2 | 2–2 | 1–1 | 1–1 |     | 3–1 | 2–2 | 1–0 | 2–1 | 1–0 | 1–0 | 0–0 | 0–1 |
| ENP         | 1–1 | 1–0 | 3–0 | 1–1 | 2–4 | 6–0 |     | 1–2 | 8–0 | 1–1 | 2–0 | 5–4 | 1–5 | 0–0 |
| EPA         | 0–0 | 0–0 | 0–1 | 1–0 | 3–1 | 2–0 | 1–1 |     | 2–0 | 0–2 | 1–2 | 1–1 | 1–1 | 2–0 |
| Evagoras    | 1–3 | 0–0 | 0–6 | 0–3 | 0–1 | 0–1 | 1–2 | 0–0 |     | 2–1 | 1–4 | 0–0 | 0–2 | 1–5 |
| Nea Salamis | 1–1 | 1–1 | 0–1 | 2–4 | 1–1 | 1–1 | 1–1 | 1–2 | 2–0 |     | 3–2 | 1–0 | 0–0 | 1–3 |
| Olympiakos  | 2–0 | 2–1 | 0–0 | 1–0 | 1–1 | 1–1 | 3–3 | 3–3 | 3–2 | 3–0 |     | 0–1 | 1–4 | 3–1 |
| Omonia Ar.  | 0–1 | 1–2 | 3–1 | 0–1 | 0–1 | 0–0 | 1–0 | 2–1 | 2–2 | 1–1 | 1–0 |     | 1–1 | 1–0 |
| Omonia      | 2–2 | 5–2 | 3–1 | 0–0 | 2–0 | 6–3 | 2–2 | 6–0 | 4–0 | 0–0 | 4–2 | 6–1 |     | 4–1 |
| Pezoporikos | 1–1 | 3–1 | 1–2 | 0–1 | 1–1 | 2–1 | 4–0 | 0–0 | 3–0 | 0–0 | 0–0 | 0–1 | 0–3 |     |

## Topscores
| Rank | Spelers          | Club      | Doelpunten |
| ---- | ---------------- | --------- | ---------- |
| 1    | Giorgos Savvidis | AC Omonia | 24         |

## Kampioen
| 1984/85                        |
| Cyprus                         |
| ------------------------------ |
| AC Omonia Kampioen (14° titel) |

1934/35 · 1935/36 · 1936/37 · 1937/38 · 1938/39 · 1939/40 · 1940/41 · 1941/42 · 1942/43 · 1943/44 ·  1944/45 · 1945/46 · 1946/47 · 1947/48 · 1948/49 · 1949/50 · 1950/51 · 1951/52 · 1952/53 · 1953/54 · 1954/55 · 1955/56 · 1956/57 · 1957/58 · 1958/59 ·  1959/60 · 1960/61 · 1961/62 · 1962/63 · 1963/64 · 1964/65 · 1965/66 · 1966/67 · 1967/68 · 1968/69 · 1969/70 · 1970/71 · 1971/72 · 1972/73 · 1973/74 · 1974/75 · 1975/76 · 1976/77 · 1977/78 · 1978/79 · 1979/80 · 1980/81 · 1981/82 · 1982/83 · 1983/84 · 1984/85 · 1985/86 · 1986/87 · 1987/88 · 1988/89 · 1989/90 · 1990/91 · 1991/92 · 1992/93 · 1993/94 · 1994/95 · 1995/96 · 1996/97 · 1997/98 · 1998/99 · 1999/00 · 2000/01 · 2001/02 · 2002/03 · 2003/04 · 2004/05 · 2005/06 · 2006/07 · 2007/08 · 2008/09 · 2009/10 · 2010/11 · 2011/12 · 2012/13 · 2013/14 · 2014/15 · 2015/16 · 2016/17 · 2017/18 · 2018/19 · 2019/20 · 2020/21 · 2021/22